# Diosaccopsis rubeus
Diosaccopsis rubeus är en kräftdjursart som beskrevs av Alessandro Brian 1925. Diosaccopsis rubeus ingår i släktet Diosaccopsis och familjen Diosaccidae. Inga underarter finns listade i Catalogue of Life.